# Дибинці
Ди́бинці — село в Обухівському районі Київської області, у 17-20 століттях — осередок українського народного гончарства. Розташовано над річкою Рось, за 10 км від районного центру і за 12 км від залізничної станції Карапиші.
Засновано 1239 року
Населення — близько 1 150 жителів.

## Історія
Біля Дибинців виявлено 10 курганів і поселення доби бронзи.
В околицях Дибинців здавна існувало гончарство, про що свідчить виявлене поблизу села поселення доби бронзи із залишками кераміки. З місцевих глин тут починаючи з 17 століття виробляється мальований гончарний посуд. Наприкінці 17 століття тут існувало цехове братство гончарів (об'єднувало гончарів навколишніх сіл).
У 1807-1850-х роках в Дибинцях діяла фаянсова фабрика графів Браницьких, на якій працювали 105 місцевих майстрів-кріпаків та вільнонаймані фахівці-іноземці. Головним майстром виробництва був поляк дворянського походження Григорій Новицький, що попередньо працював на Києво-Межигірській фаянсовій фабриці.
У 1812 році на фаянсовому виробництві було 7 печей та 106 робітників. Річний обсяг виробництва склав 203 328 шт.
У книзі «Сказання про населені місцевості Київської губернії» Л. Похілевича, виданій у 1864 році, подаються такі відомості про село (переклад з російської):
 Клірові відомості, метричні книги, сповідні розписи церкви Успіння Пресвятої Богородиці с. Дибинці Медвинської волості Богуславського, з 1846 р. Канівського пов. Київської губ. зберігаються в ЦДІАК України. http://cdiak.archives.gov.ua/baza_geog_pok/church/dyby_001.xml [Архівовано 19 липня 2019 у Wayback Machine.]
У 1928 році у Дибинцях створено колгосп «Надія». У 1932—1933 роках населення села постраждало від голодомору. Встановлено імена 244 жітелів села, з них 16 дітей, які в той час померли від голоду.
На початку 1970-х років село було центром сільської Ради, якій було підпорядковане також село Бородані. Населення Дибинців в цей час становило 1670 чоловік. У селі містилася центральна садиба колгоспу ім. Жданова, за яким було закріплено 3328 га сільськогосподарських угідь, у тому числі 2885 га орної землі. Виробничий напрям господарства був зерново-буряковий, було також м'ясо-молочне тваринництво й овочівництво.

## Населення
За переписом 2001 року в селі Дибинці проживало 1150 жителів,[джерело?] з яких 98,18 % визнали рідною мовою українську, 1,65 % — російську, 0,17 % — інші мови, серед яких — білоруська, грецька.
| Рік             | 1790 | 1864 | 1970 | 1989 | 2001 |
| Населення, осіб | 1002 | 1380 | 1670 | 1175 |      |

## Дибинецьке гончарство
Дибинецька кераміка являє собою своєрідну художню керамічну школу. За радянського часу кращі вироби художньої кераміки належать народним майстрам — Герасиму Гарназі (див. Гарнаги), Каленику і Василю Масюкам, Аріону Старцевому та інші.
Асортимент виробів дибинецьких гончарів у період розквіту промислу був надзвичайно широким і різноманітним — столовий та кухонний посуд (горщики, макітри, глечики, тикви, миски, полумиски, барила, баклаги тощо), зооморфний фігурний посуд, іграшка, скульптура.

## Люди
- Вовченко Олексій Анатолійович (1976—2015) — солдат Збройних сил України, учасник російсько-української війни 2014—2017.

## Джерело
- Облікова картка на сайті ВРУ[недоступне посилання з квітня 2019]

## Виноски
1. 1 2 3  Дибинці. // Історія міст і сіл Української РСР. Т. 9. — К., 1971. — С. 167.
2. 1 2 3  Я. П. Запаско, О. О. Клименко. Дибинці // Енциклопедія сучасної України / ред. кол.: І. М. Дзюба [та ін.] ; НАН України, НТШ. — К. : Інститут енциклопедичних досліджень НАН України, 2007. — Т. 7 : Ґ — Ді. — 708 с. — ISBN 978-966-02-4457-3.
3. 1 2 3  Дибинці. // Українська радянська енциклопедія : у 12 т. / гол. ред. М. П. Бажан ; редкол.: О. К. Антонов та ін. — 2-ге вид. — К. : Головна редакція УРЕ, 1974–1985.
4. ↑  Казаков М. Дибинецьке цехове братство (1742—1909 рр.) [Архівовано 7 листопада 2017 у Wayback Machine.] / М. Казаков // Етнічна історія народів Європи. — 2014. — Вип. 43. — С. 85–91.
5. ↑   [Архівовано 11 червня 2021 у Wayback Machine.], Руденко Олександра Олександрівна. Мистецтво дибинецької кераміки в художній культурі Київщини ХІХ–ХХ століть: дис. … канд. мист. / НАКККіМ; НМАУ імені П. І. Чайковського. Київ, 2020. с.140.
6. ↑  Soubise Bisier (1913). O fabrykach ceramiki w Polsce (пол) . Warszawa. с. 12. Архів оригіналу за 23 березня 2020. Процитовано 23 березня 2020.
7. 1 2  Л. Похилевич. Сказанія о населенныхъ мѣсностях Кіевской губерніи. — Кіевъ, въ тіпографіи Кіевопечерской лавры. — 1864. С. 562. (рос.)
8. 1 2  Дибинці. // Національна книга пам'яті жертв Голодомору 1932—1933 років в Україні. Київська область. — К.: Буква, 2008. — С. 140—142. ISBN 978-966-7195-95-3
9. ↑  Дибинці. // Таблиця: 19A050501_02_032. Розподіл населення за рідною мовою, Київська область (у % до загальної чисельності населення) - Регіон, Рік , Вказали у якості рідної мову. Банк даних Державноі служби статистики України. Головне управління статистики у Львівській області. Процитовано листопад 2017.{{cite web}}:  Обслуговування CS1: Сторінки з параметром url-status, але без параметра archive-url (посилання)
10. ↑  Дибинці. // Таблиця: 19A0501_061_032. Кількість наявного та постійного населення по кожному сільському населеному пункту, Київська область (осіб) - Регіон, Рік, Категорія населення, Стать. Банк даних Державноі служби статистики України. Головне управління статистики у Львівській області. Процитовано листопад 2017.{{cite web}}:  Обслуговування CS1: Сторінки з параметром url-status, але без параметра archive-url (посилання)